# Сатана (фильм, 2007)
«Сатана» — фильм колумбийского режиссёра Андреса Байса, снятый в 2007 году по книге Марио Мендоза. В свою очередь роман основан на реальных событиях — резне в «Позетто». Фильм выдвигался от Колумбии на 80-ю премию «Оскар» в номинации «Лучший фильм на иностранном языке», но не был принят в число номинантов.

## Сюжет
Богота, 1986 год. Три сюжетные линии первоначально развиваются параллельно:
- Отец Эрнесто сталкивается с тяжёлым случаем — некая Алисия убивает своих детей, затем приходит в церковь, где благодарит священника за помощь. Падре навещает женщину в тюрьме, однако сам не справляется с моральным грузом, который ложится на его плечи. Эрнесто мастурбирует и совокупляется со своей экономкой Иреной, в конце концов решает снять с себя сан. Впрочем, епископ не осуждает его. На радостях Эрнесто с Иреной идет в фешенебельный ресторан «Поццето».
- Работающая на рынке привлекательная Паола вовлекается двумя мошенниками, Пабло и Альберто, в криминальный бизнес — она опаивает мужчин в клубах, а её сообщники затем забирают их банковские карты и снимают все средства. Дела идут хорошо, а добродушный Пабло начинает выказывать девушке знаки внимания. Но однажды Паолу насилуют таксист и его приятель. Паола собирает все свои средства и отдаёт их Альберто, который нанимает киллеров для убийства насильников. Девушка же уходит и устраивается официанткой в «Поццето».
- Бывший врач и ветеран Вьетнамской войны Элизио в настоящее время работает учителем английского языка. Опрятный и подтянутый, он тем не менее не находит общего языка с окружающими. Вдобавок из-за отказа участвовать в благотворительности соседи объявляют преподавателю обструкцию, и даже собственная мать относится к мужчине с презрением. Единственно, с кем, по мнению Элизио, он находит общий язык, является его ученица — симпатичная пятнадцатилетняя Наталья, которая даже приглашает педагога на свой день рождения. На последние деньги учитель покупает подарок, однако видит, что богатые ровесники девушки смотрят со снисходительной усмешкой, а парень Натальи Эстебан даже панибратски хлопает преподавателя по плечу. Элизио идёт в церковь, где встречает Эрнесто, который рассказывает ему историю Алисии. В этот момент у ветерана появляется мысль избавить город от «сброда». Он снимает все свои средства, идёт к Наталье, где убивает сперва её мать, а затем наносит девушке несколько ножевых ранений. Затем Элизио возвращается домой, где убивает уже собственную мать, а затем соседку, которая надоела ему с разговорами о благотворительности. Напоследок он посещает свой любимый шахматный клуб и библиотеку, после чего идёт в «Поццето», где сперва заказывает ужин, после которого принимается за свою кровавую жатву… Прототипом Элизео является Кампо Дельгадо.

## В ролях
- Дамиан Алькасар — Элизео
- Блас Харамильо — Эрнесто (священник)
- Марсела Мар — Паола
- Марсела Валенсиа — Алисия
- Исабель Гаона — Ирена, любовница священника
- Мартина Гарсия — Наталия
- Тереса Гутьеррес — донья Бланка, мать Элизео
- Андрес Парра — Пабло
- Диего Васкес — Альберто
- Вики Эрнандес — соседка Элизео

## Награды
| Фестиваль                                | Награда                                   |
| ---------------------------------------- | ----------------------------------------- |
| Кинофестиваль в Монте-Карло              | Приз за лучший фильм                      |
| Кинофестиваль в Монте-Карло              | Приз лучшему актёру (Дамиан Алькасар)     |
| Кинофестиваль в Сан-Себастьяне           | Поощрительный приз Марселе Мар (актриса)  |
| Кинофестиваль в Боготе                   | Приз за лучший колумбийский фильм         |
| Кинофестиваль в Боготе                   | Приз критики за лучший колумбийский фильм |
| Кинофестиваль в Боготе                   | Бронзовая награда Opera Prima             |
| Ибероамериканский кинофестиваль в Уэльве | Приз Пабло Неруды студенческому фильму    |
| Кинофестиваль «Нулевая широта» (Эквадор) | Поощрительный приз критики и прессы       |